# Chorvatsko na Eurovision Song Contest
Chorvatsko se zúčastnilo 30 ročníků soutěže Eurovision Song Contest, poprvé v roce 1993. Kromě let 2012 a 2018 vzešel reprezentant země z festivalu Dora, který pořádá chorvatská veřejnoprávní televize HRT.
Nejlepším výsledkem Chorvatska je druhé místo z roku 2024, které obsadil Baby Lasagna s písní „Rim Tim Tagi Dim“. Mezi další výsledky země se řadí dvě čtvrtá místa z let 1996 a 1999. Ve 21. století skončilo ve finále mezi deseti nejlepšími třikrát, kromě roku 2024 ještě v letech 2001 a 2023. V letech 2010–2013 země ani jednou nepostoupila do finále, v následujících dvou letech se proto rozhodla soutěže neúčastnit. Po návratu v roce 2016 opět pronikla do finále, což zopakovala také o rok později, následně ale opět čtyřikrát za sebou zůstala v semifinále.

## Výsledky
| Rok                           | Interpret                         | Píseň                     | Jazyk                    | Finále        | Finále        | Semifinále                | Semifinále                |
| Rok                           | Interpret                         | Píseň                     | Jazyk                    | Pořadí        | Body          | Pořadí                    | Body                      |
| ----------------------------- | --------------------------------- | ------------------------- | ------------------------ | ------------- | ------------- | ------------------------- | ------------------------- |
| 1993                          | Put                               | „Don't Ever Cry“          | chorvatština, angličtina | 15.           | 31            | 3.                        | 51                        |
| 1994                          | Tony Cetinski                     | „Nek' ti bude ljubav sva“ | chorvatština             | 16.           | 27            | nekonalo se               | nekonalo se               |
| 1995                          | Magazin a Lidija                  | „Nostalgija“              | chorvatština             | 6.            | 91            | nekonalo se               | nekonalo se               |
| 1996                          | Maja Blagdan                      | „Sveta ljubav“            | chorvatština             | 4.            | 98            | 19.                       | 30                        |
| 1997                          | E.N.I.                            | „Probudi me“              | chorvatština             | 17.           | 24            | nekonalo se               | nekonalo se               |
| 1998                          | Danijela                          | „Neka mi ne svane“        | chorvatština             | 5.            | 131           | nekonalo se               | nekonalo se               |
| 1999                          | Doris Dragović                    | „Marija Magdalena“        | chorvatština             | 4.            | 118           | nekonalo se               | nekonalo se               |
| 2000                          | Goran Karan                       | „Kad zaspu anđeli“        | chorvatština             | 9.            | 70            | nekonalo se               | nekonalo se               |
| 2001                          | Vanna                             | „Strings of My Heart“     | angličtina               | 10.           | 42            | nekonalo se               | nekonalo se               |
| 2002                          | Vesna Pisarović                   | „Everything I Want“       | angličtina               | 11.           | 44            | nekonalo se               | nekonalo se               |
| 2003                          | Claudia Beni                      | „Više nisam tvoja“        | chorvatština, angličtina | 15.           | 29            | nekonalo se               | nekonalo se               |
| 2004                          | Ivan Mikulić                      | „You Are the Only One“    | angličtina               | 12.           | 50            | 9.                        | 72                        |
| 2005                          | Boris Novković feat. Lado members | „Vukovi umiru sami“       | chorvatština             | 11.           | 115           | 4.                        | 169                       |
| 2006                          | Severina                          | „Moja štikla“             | chorvatština             | 12.           | 56            | TOP 11 z předchozího roku | TOP 11 z předchozího roku |
| 2007                          | Dragonfly feat. Dado Topić        | „Vjerujem u ljubav“       | chorvatština, angličtina | nepostup      | nepostup      | 16.                       | 54                        |
| 2008                          | Kraljevi ulice a 75 Cents         | „Romanca“                 | chorvatština             | 21.           | 44            | 4.                        | 112                       |
| 2009                          | Igor Cukrov feat. Andrea          | „Lijepa Tena“             | chorvatština             | 18.           | 45            | 13.                       | 33                        |
| 2010                          | Feminnem                          | „Lako je sve“             | chorvatština             | nepostup      | nepostup      | 13.                       | 33                        |
| 2011                          | Daria                             | „Celebrate“               | angličtina               | nepostup      | nepostup      | 15.                       | 41                        |
| 2012                          | Nina Badrić                       | „Nebo“                    | chorvatština             | nepostup      | nepostup      | 12.                       | 42                        |
| 2013                          | Klapa s Mora                      | „Mižerja“                 | chorvatština             | nepostup      | nepostup      | 13.                       | 38                        |
| bez účasti v letech 2014–2015 |                                   |                           |                          |               |               |                           |                           |
| 2016                          | Nina Kraljić                      | „Lighthouse“              | angličtina               | 23.           | 73            | 10.                       | 133                       |
| 2017                          | Jacques Houdek                    | „My Friend“               | angličtina, italština    | 13.           | 128           | 8.                        | 141                       |
| 2018                          | Franka                            | „Crazy“                   | angličtina               | nepostup      | nepostup      | 17.                       | 63                        |
| 2019                          | Roko                              | „The Dream“               | angličtina, chorvatština | nepostup      | nepostup      | 14.                       | 64                        |
| 2020                          | Damir Kedžo                       | „Divlji vjetre“           | chorvatština             | ročník zrušen | ročník zrušen | ročník zrušen             | ročník zrušen             |
| 2021                          | Albina                            | „Tick-Tock“               | angličtina, chorvatština | nepostup      | nepostup      | 11.                       | 110                       |
| 2022                          | Mia Dimšić                        | „Guilty Pleasure“         | angličtina, chorvatština | nepostup      | nepostup      | 11.                       | 75                        |
| 2023                          | Let 3                             | „Mama ŠČ!“                | chorvatština             | 8.            | 76            | 13.                       | 123                       |
| 2024                          | Baby Lasagna                      | „Rim Tim Tagi Dim“        | angličtina               | 2.            | 547           | 1.                        | 177                       |
| 2025                          | Marko Bošnjak                     | „Poison Cake“             | angličtina               | nepostup      | nepostup      | 12.                       | 28                        |

| Legenda | Legenda                              |
| ------- | ------------------------------------ |
| 1       | 1. místo                             |
| 2       | 2. místo                             |
| 3       | 3. místo                             |
| ◁       | poslední místo                       |
| X       | interpret vybrán, ale nezúčastnil se |

## Galerie

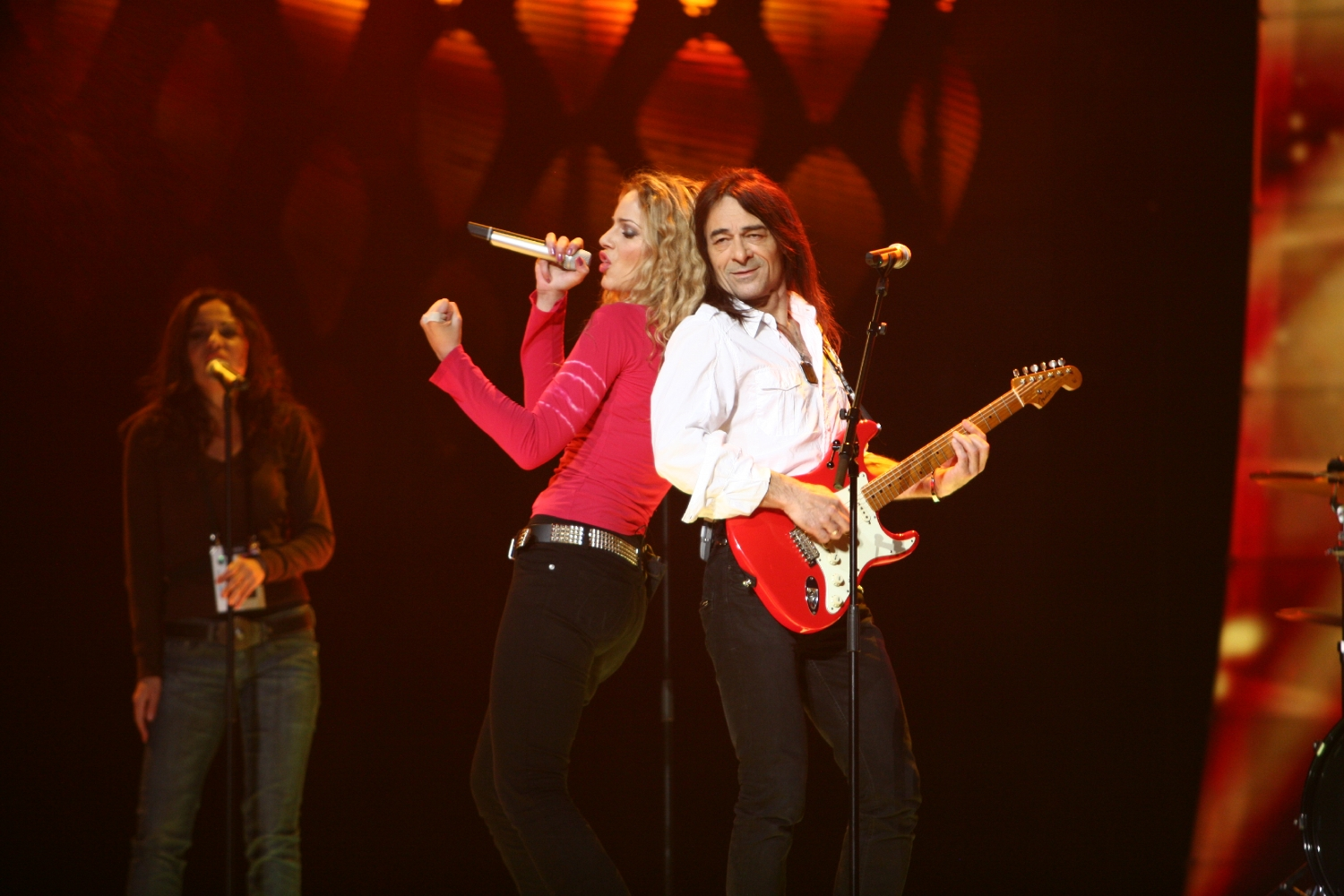
Dragonfly feat. Dado Topić v Helsinkách (2007)
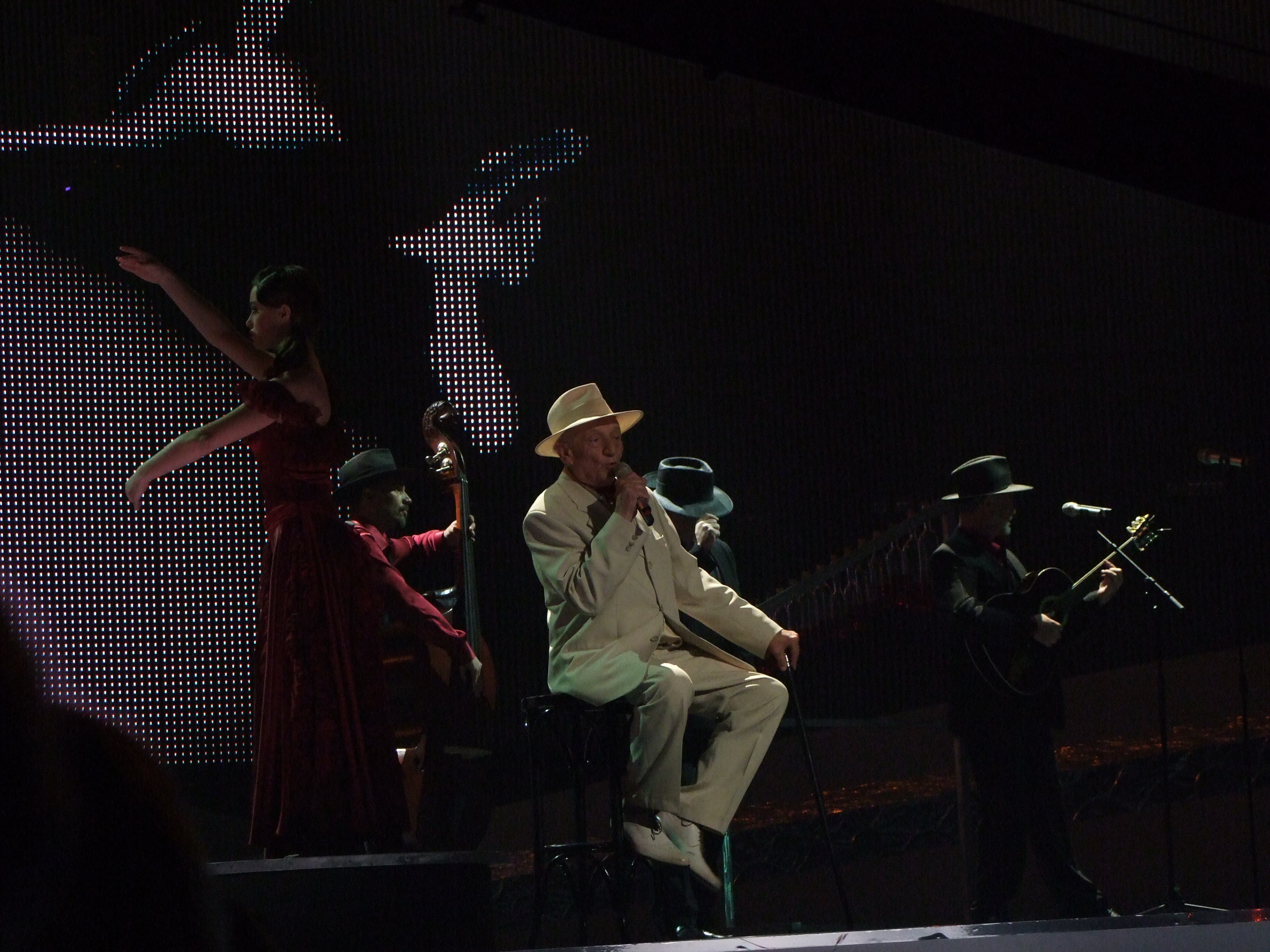
Kraljevi ulice & 75 Cents v Bělehradu (2008)
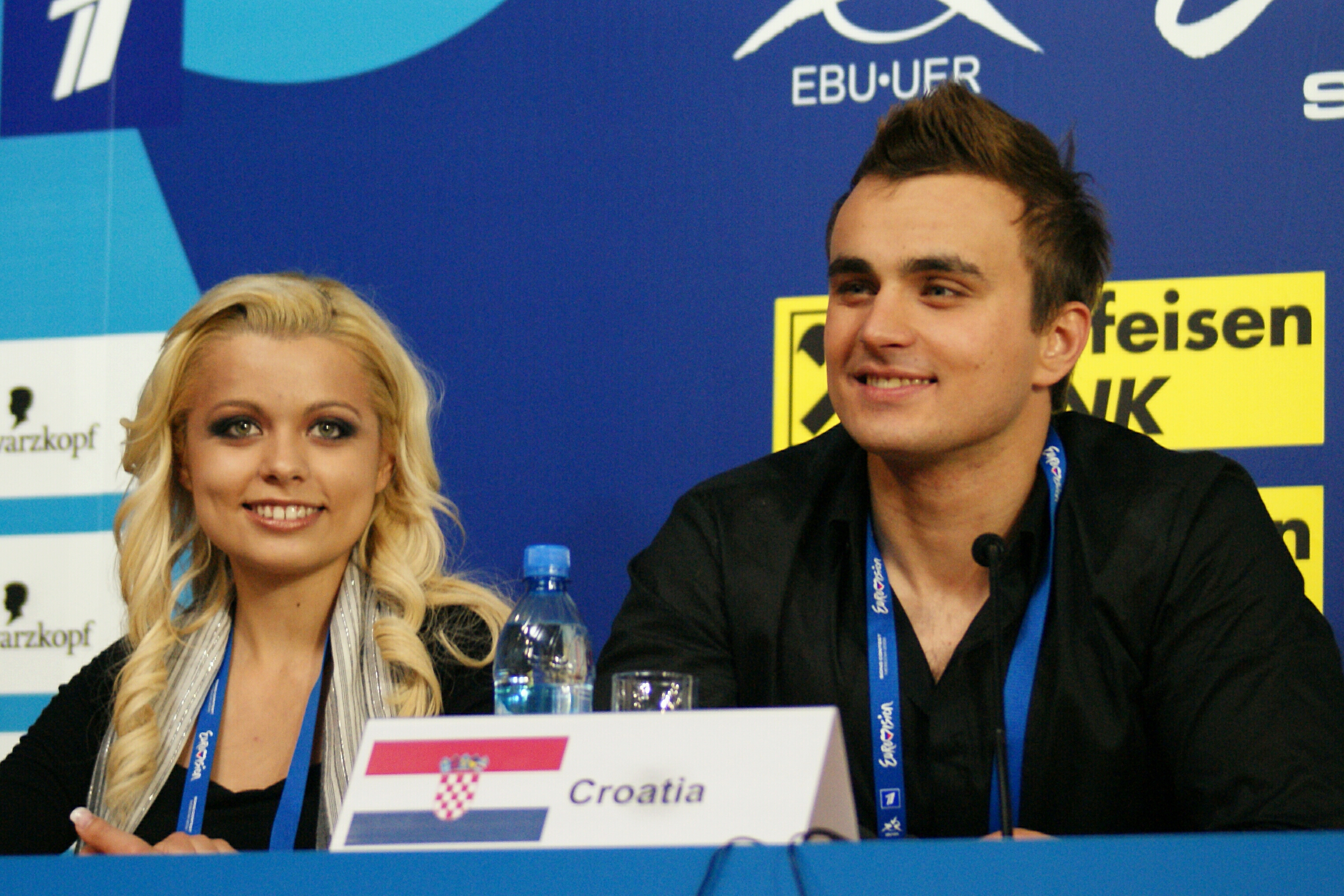
Igor Cukrov feat. Andrea v Moskvě (2009)
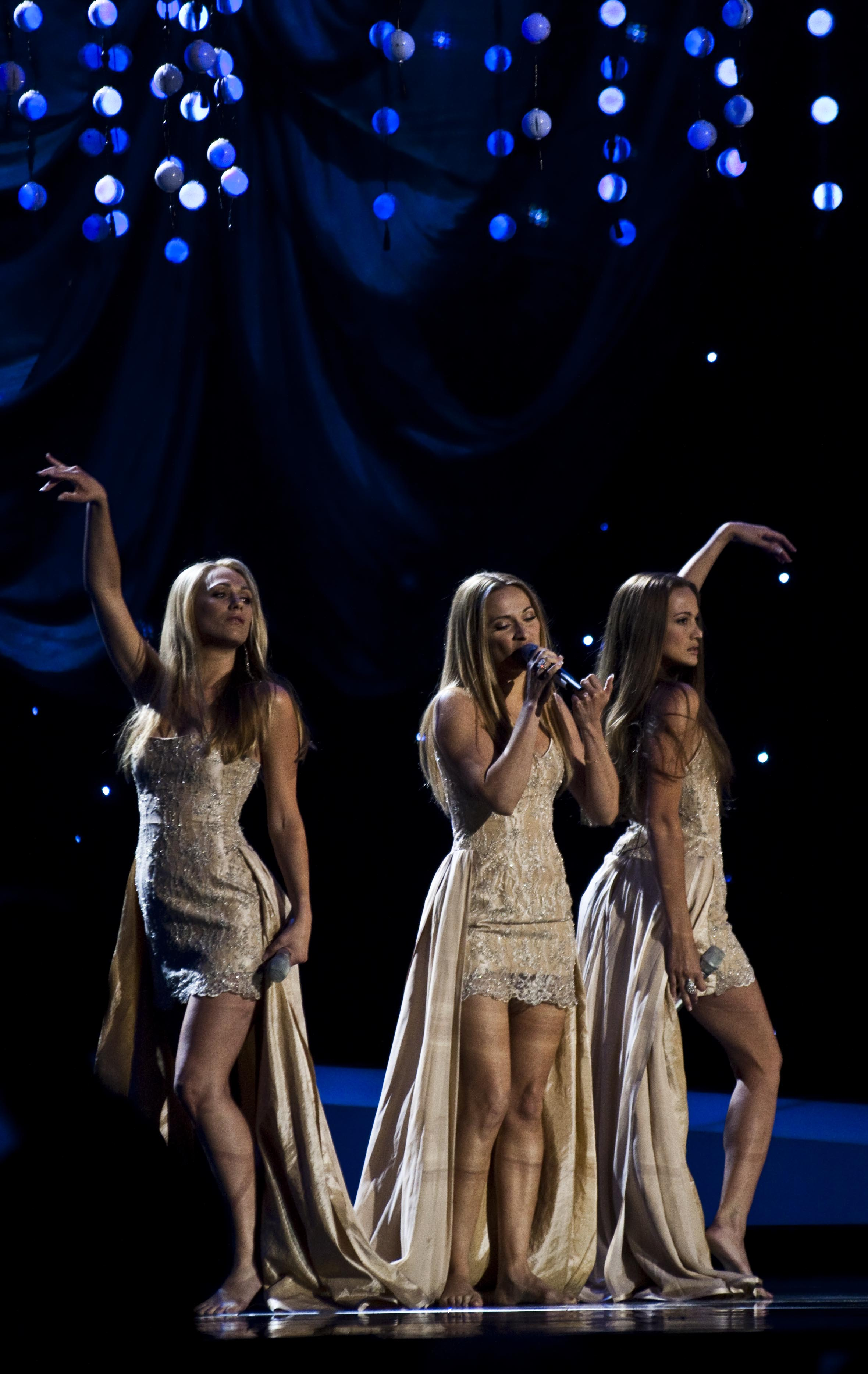
Feminnem v Oslu (2010)
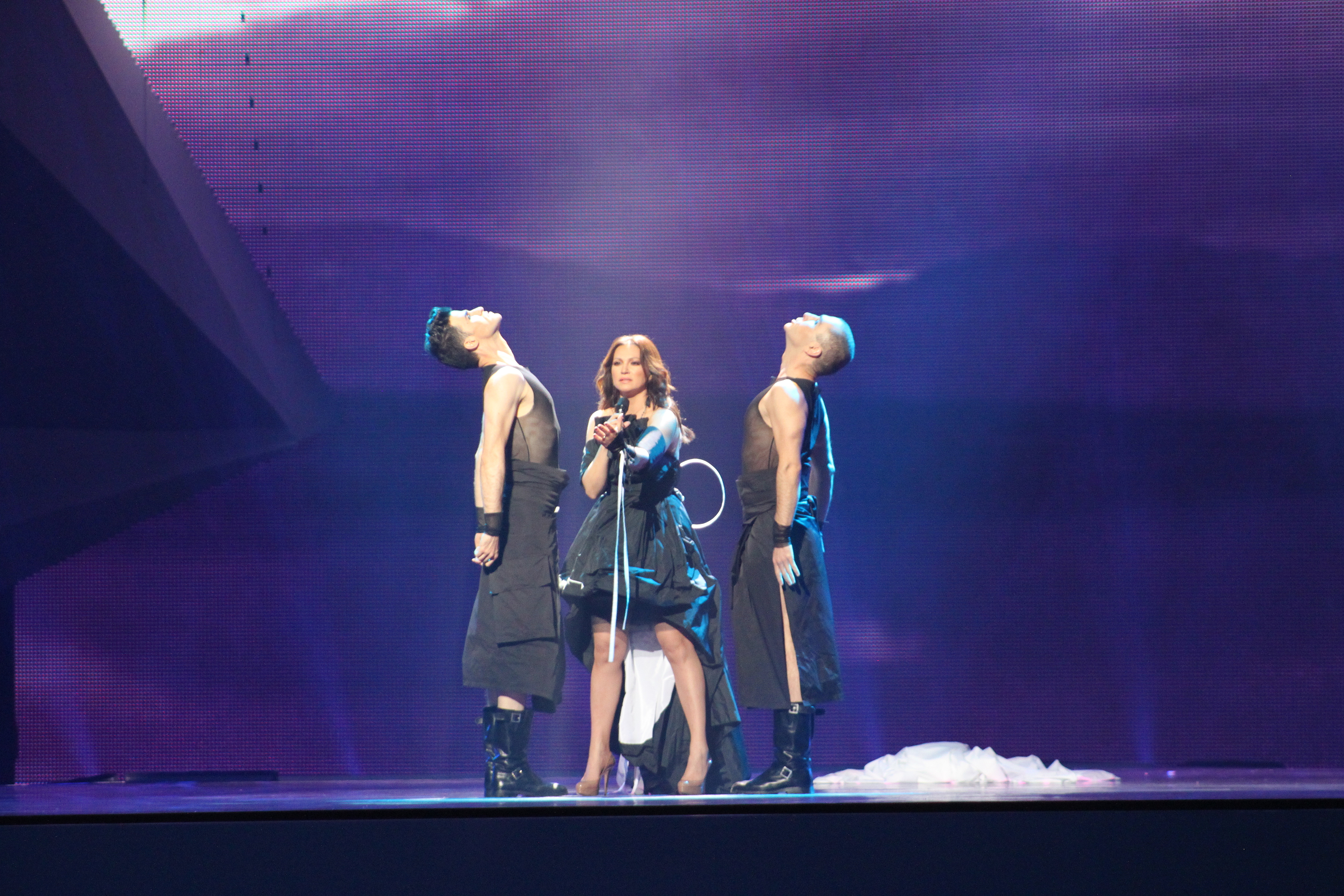
Nina Badrić v Baku (2012)
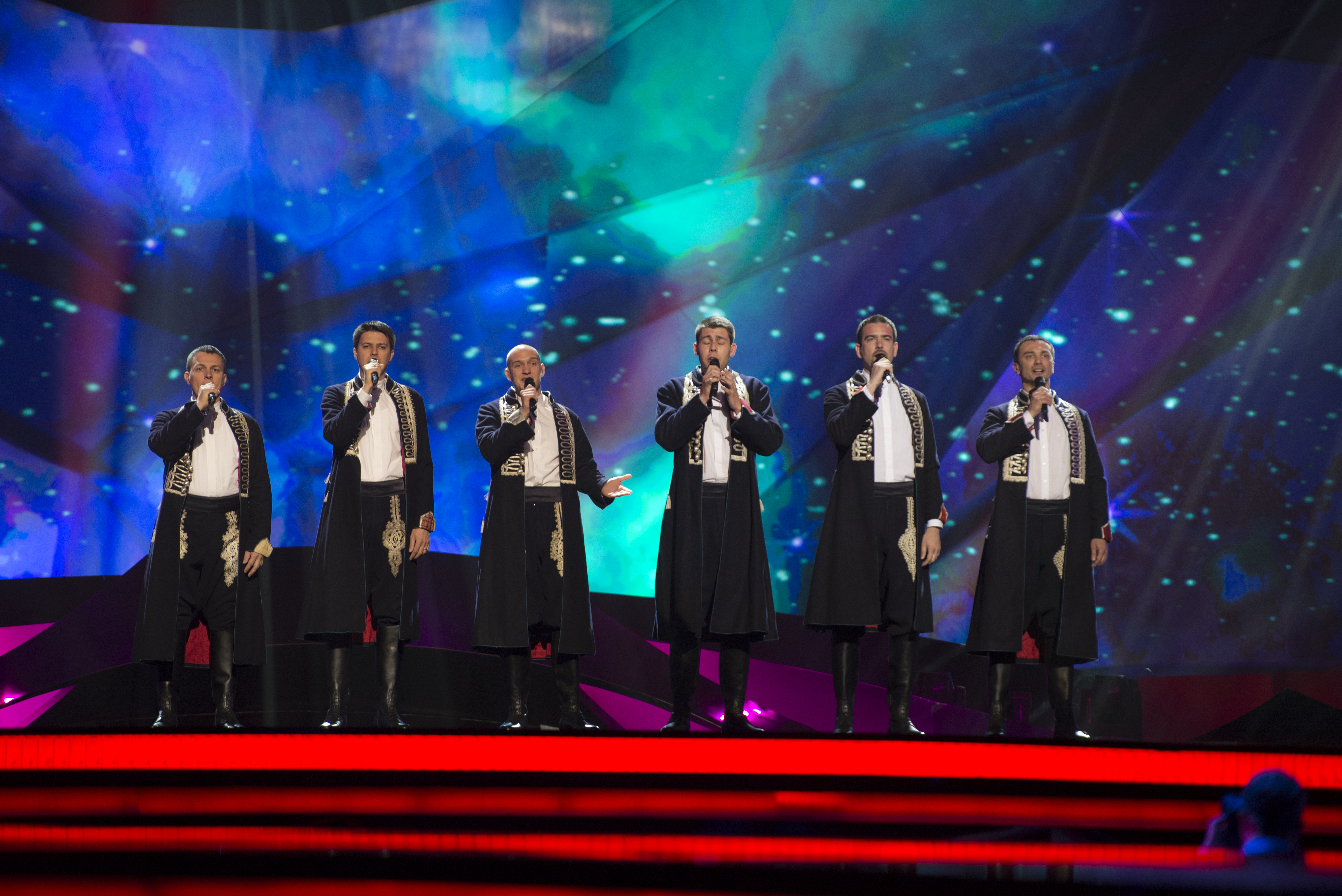
Klapa s Mora v Malmö (2013)
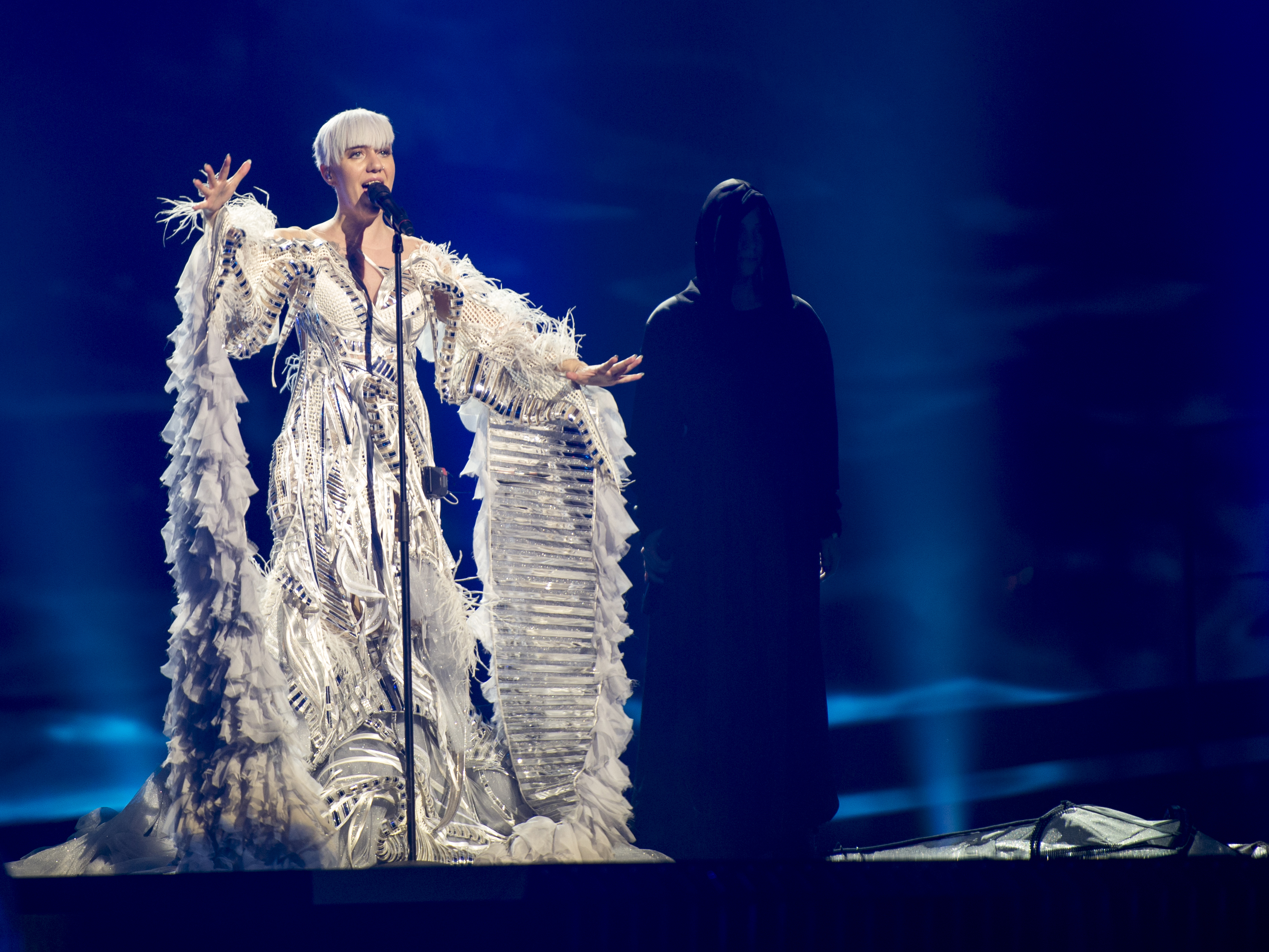
Nina Kraljić ve Stockholmu (2016)
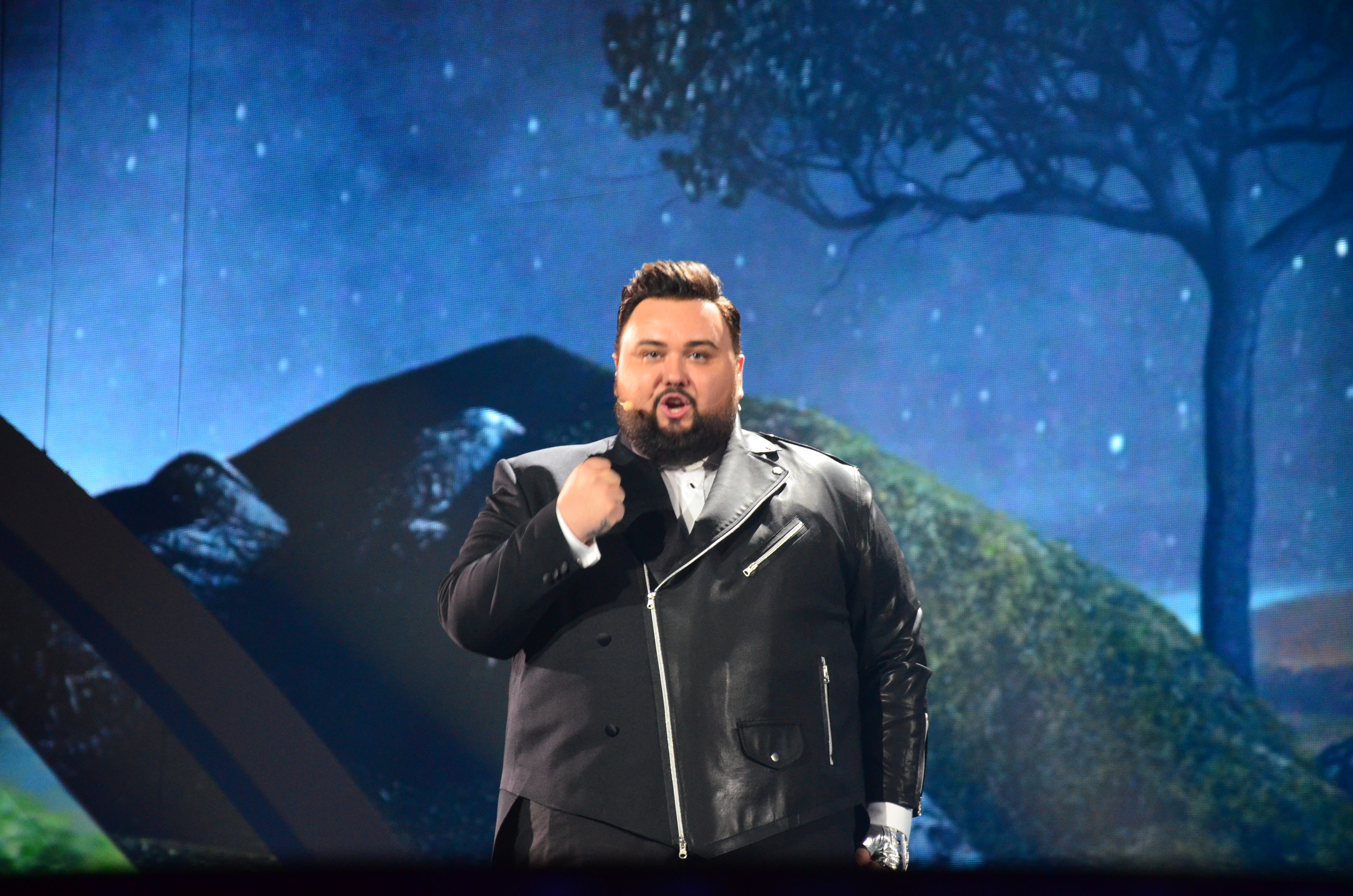
Jacques Houdek v Kyjevě (2017)
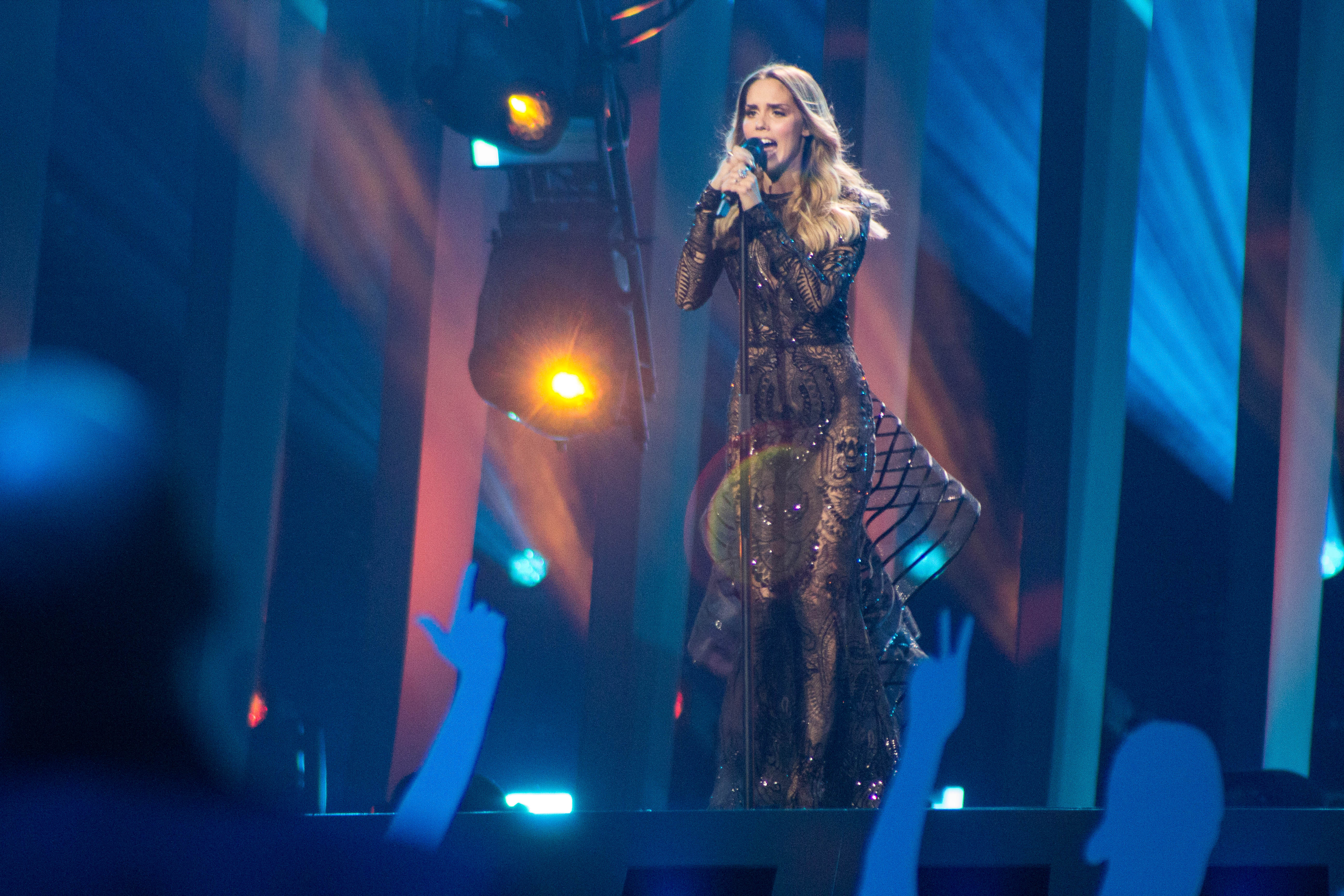
Franka v Lisabonu (2018)
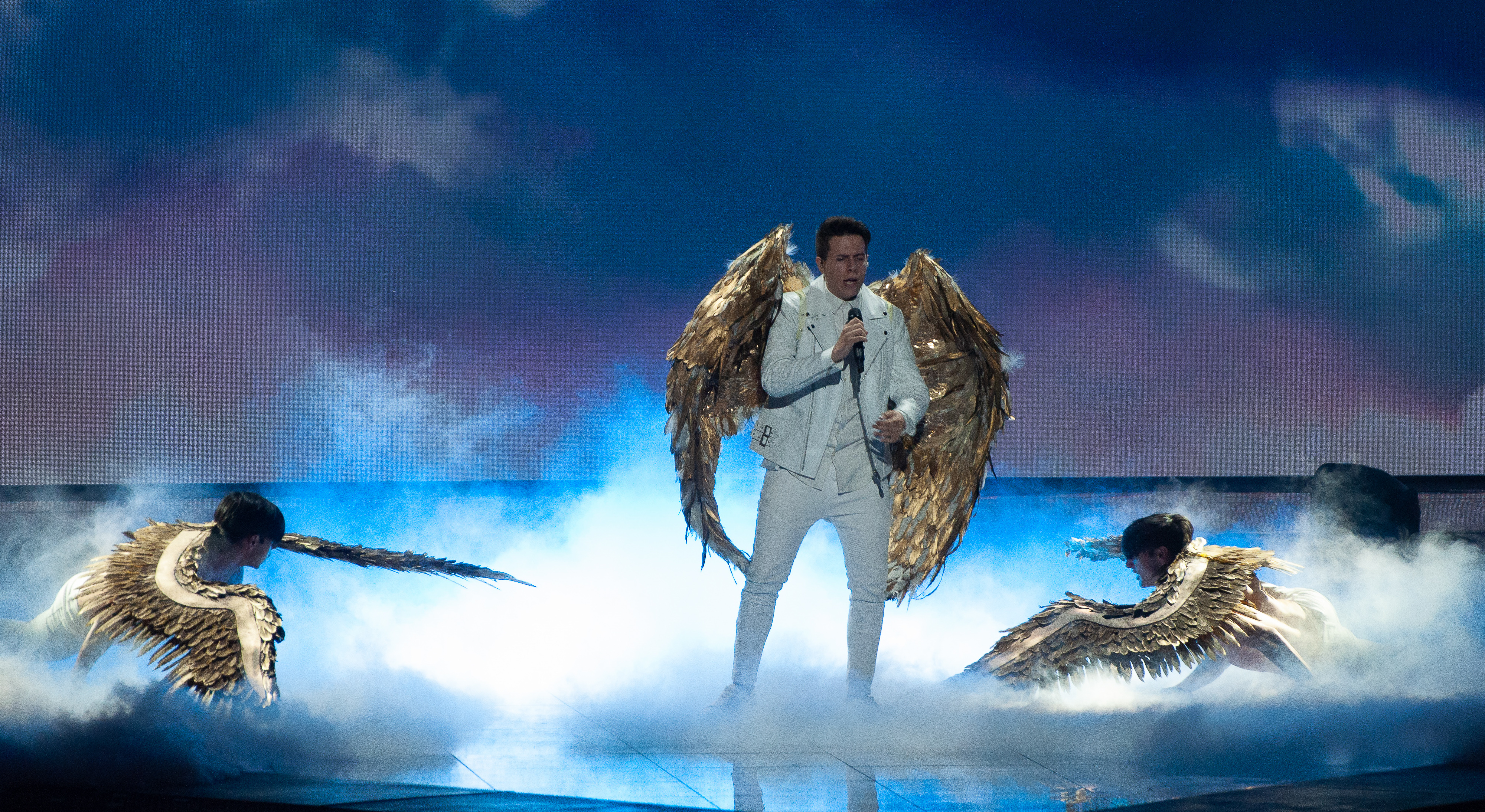
Roko v Tel Avivu (2019)
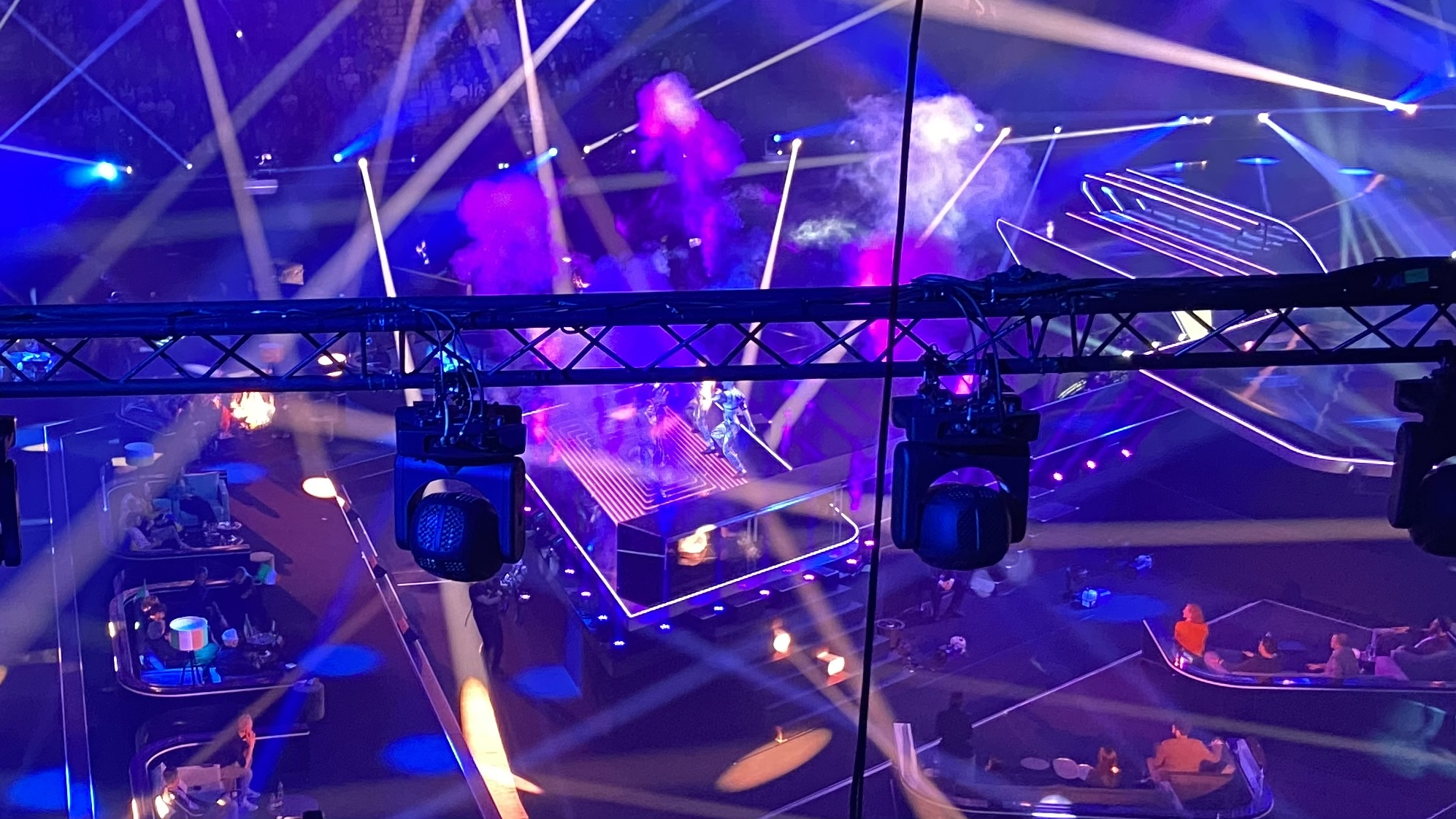
Albina v Rotterdamu (2021)
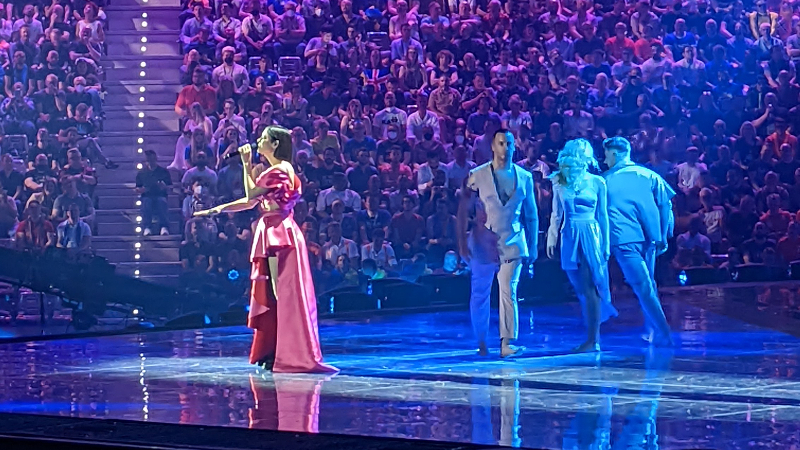
Mia Dimšić v Turíně (2022)
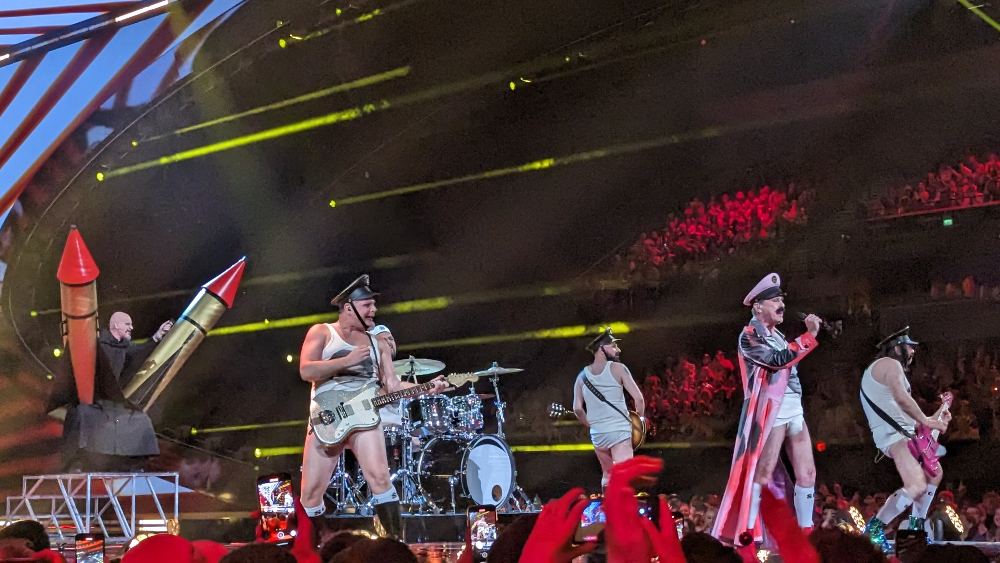
Let 3 v Liverpoolu (2023)
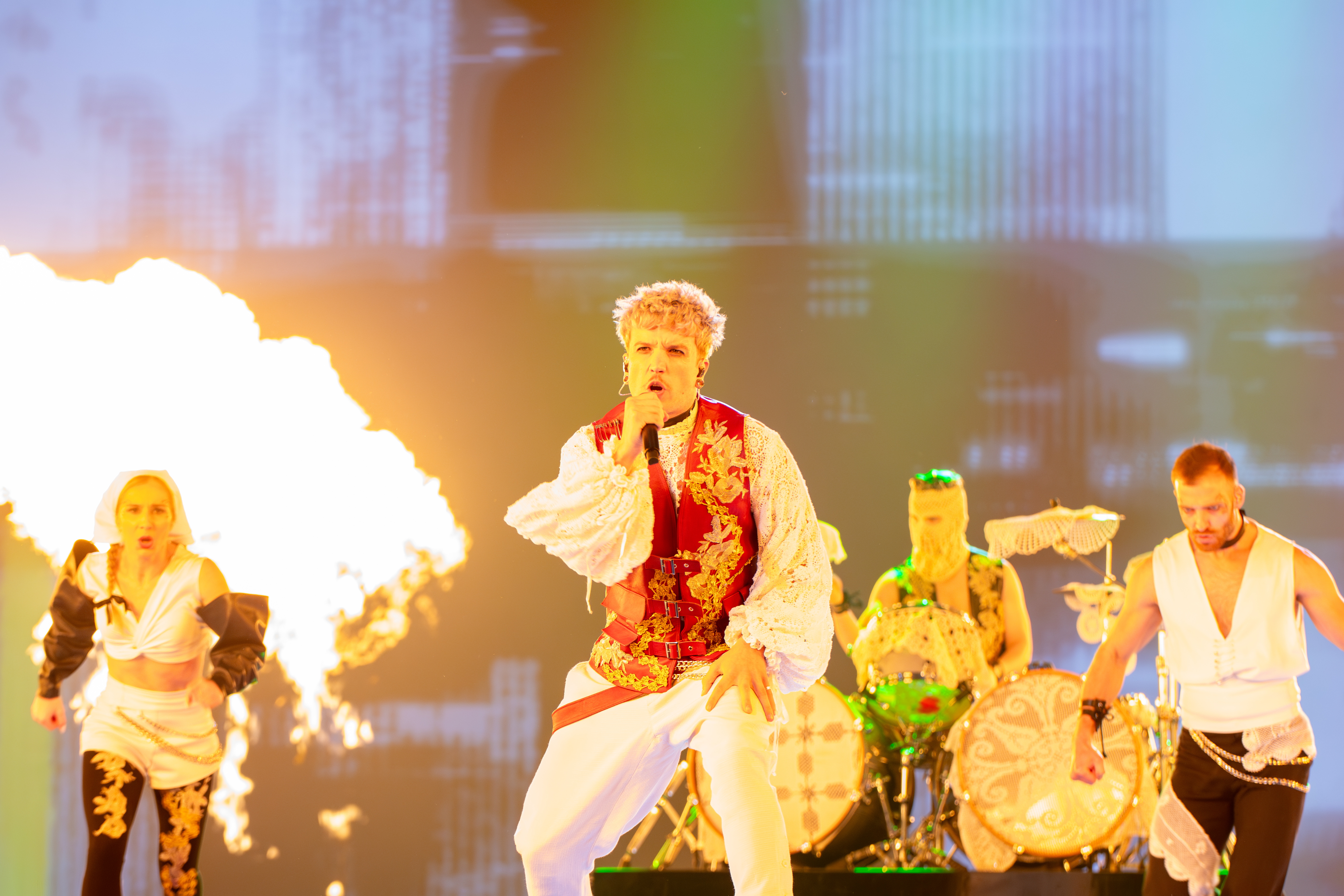
Baby Lasagna v Malmö (2024)
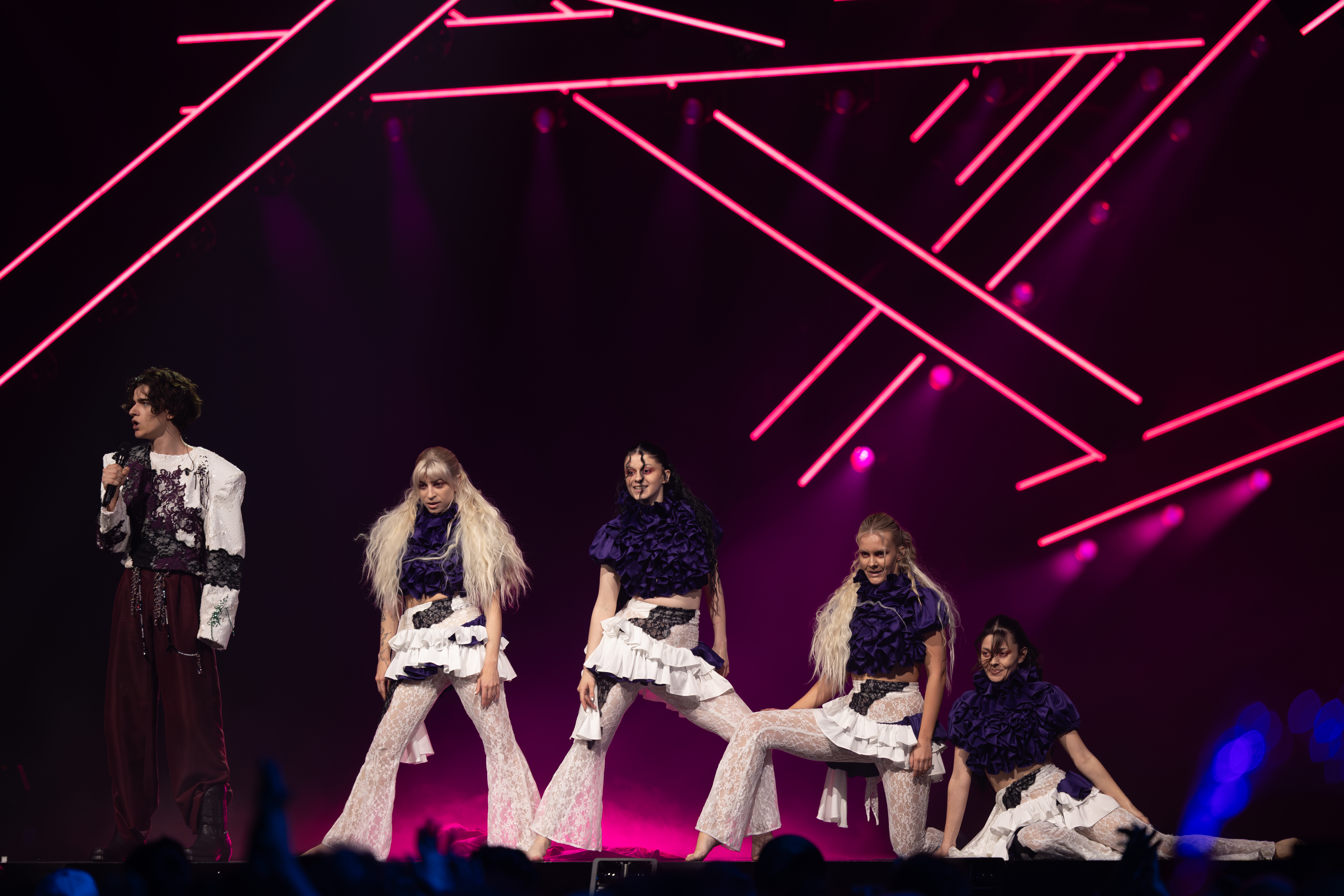
Marko Bošnjak v Basileji (2025)